# 1725 год в науке
В 1725 году произошли следующие события в области науки:

## События
- Опубликован каталог Флемстида, в котором определены положения 3000 звёзд[1].
- Английский врач Джон Фрейнд начинает публикацию работу по истории медицины, первой на английском языке[2].
- В Санкт-Петербурге открыта Академия наук, основанная по указу Петра I[1].
- Джеймс Брэдли открыл явление аберрации, что стало непосредственным свидетельством обращения Земли вокруг Солнца[1].

## Родились
- 4 февраля — Дрю Друри, британский энтомолог (ум. 1804).
- 7 февраля — Пьер Байен, французский химик и фармацевт (ум. 1798).
- 25 февраля — Никола Жозеф Кюньо, французский инженер и изобретатель, построивший в 1769—1770 годах паровую повозку для перевозки орудий, ставшую прообразом автомобиля (ум. 1804).
- 10 мая — Джон Хоуп, английский врач и ботаник (ум. 1786).
- 5 сентября — Жан Этьен Монтукля, французский математик (ум. 1799).
- 12 сентября — Гийом Лежантиль, французский астроном (ум. 1792).
- 14 сентября — Эдм-Себастьян Жора[англ.], французский астроном (ум. 1803).
- 16 сентября — Николя Демаре, французский физик и геолог (ум. 1815).
- 27 сентября — Патрик д’Арси, инженер, физик и математик, член Парижской академии наук, французский бригадный генерал, граф (ум. 1779).
- 12 октября — Этьен-Луи Жоффруа, французский энтомолог (ум. 1810).
- 21 ноября — Леопольдо Кальдани, итальянский анатом (ум. 1813).
- Александр Кэткотт[англ.], английский геолог и теолог (ум. 1779).
- Рафаэль Родригес Мохедано[исп.], испанский историк (ум. 1787).
- Натаниэл Пиготт[англ.], английский астроном (ум. 1804).
- Даниэль Роландер, шведский ботаник и энтомолог, один из «апостолов Линнея» (ум. 1793).

## Скончались
- 8 февраля — Джон Беллерс, английский экономист, социальный реформатор, утопист (род. 1654).
- 25 апреля — Поль де Рапин[англ.], французский историограф (род. 1661).
- 5 мая — Уильям Вагстафф[англ.], английский врач (род. 1685).
- 29 июня — Араи Хакусэки, японский историк, литературовед, поэт (род. 1657).
- 21 июля — Иоганн фон Вурцельбауэр[англ.], немецкий астроном (род. 1651).
- 10 декабря — Николас Хартсокер[англ.], голландский математик и физик (род. 1656).
- Анри Жутель[англ.], французский путешественник (род. 1643).
- Джон Келли[англ.], английский изобретатель; один из создателей (совместно с Т. Ньюкоменом) атмосферного парового двигателя.
- Уильям Ковард, английский медик-философ, последователь Гоббса.
- Томмазо Наполи[англ.], итальянский архитектор и математик (род. 1659).
- Генри Леветт[англ.], английский врач (род. 1668).
- Ричард Фиддс[англ.], историк, англиканский священник (род. 1671).